# Первомайск (Тверская область)
Первома́йск — деревня в Конаковском районе Тверской области России, входит в состав Вахонинского сельского поселения. Расположена на юго-востоке региона. Имеет протяжённость около 1 км и насчитывает около 60 домов (2018). До начала 1920-х годов носила название Боярская.

## Население
| 2002 | 2010 |
| ---- | ---- |
| 18   | →18  |